# Сан-Марино на Паралимпийских играх
Сан-Марино на Паралимпийских играх впервые приняла участие в 2012 году на летних Играх в Лондоне (не участвовали в Играх 2016 года и последующих). На зимних Играх делегация Сан-Марино пока не участвовала ни разу. Медалей на Играх спортсмены Сан-Марино пока не завоевали.